# الحصن البيزنطي قصر بوقربة
الحصن البيزنطي قصر بوقربة هو معلم أثري تونسي مصنف من قبل المعهد الوطني للتراث يقع في ولاية سليانة في الشمال الغربي التونسي، تحديدا في مدينة قصر بوقربة تم تصنيف المعلم في يوم 6 يناير 1901 .

## مقالات ذات صلة
- قائمة المعالم الأثرية المصنفة في تونس